# Finnøy
Finnøy é uma comuna da Noruega, com 106 km² de área e 2 809 habitantes (censo de 2004).         